# Rush 2: Extreme Racing USA
Rush 2: Extreme Racing USA es un videojuego de carreras desarrollado por Atari Games y publicado por Midway Games, exclusivamente para la consola Nintendo 64. El videojuego fue lanzado el 10 de noviembre de 1998 en América del Norte, y el 4 de febrero de 1999 en Europa. Rush 2: Extreme Racing USA, es una secuela de San Francisco Rush: Extreme Racing y el segundo juego de la serie Rush.

## Jugabilidad
El juego es notable para el nivel alto de detalle en las recreaciones de varias ciudades y los estados que utilizaron, y para su jugabilidad rápida y física de estilo.  El juego también presenta un modo de dos jugadores y un soporte para el Rumble Pak.  Saltos y atajos escondidos que añaden a la jugabilidad del videojuego.
Las latas de refresco Mountain Dew  aparecen en el juego y se pueden recolectar para desbloquear contenido.

## Pistas
| Lista de pistas                | Lista de pistas |
| ------------------------------ | --- |
| Nombre                         | Descripción |
| Las Vegas                      | El curso empieza en la pista de aterrizaje de Las Vegas. Presenta atajos y vueltas fáciles                                                             |
| Centro de Nueva York           | Comienza cerca de las afueras de Manhattan y cruza el Puente de Brooklyn y continúa completamente en Tribeca, Chinatown, NoHo, y South Street Seaport. |
| Hawaii                         | Una conducción a través de Honolulú, y presenta muchos atajos desafiantes.                                                                             |
| Zona residencial de Nueva York | El curso empieza en Midtown Este y pasa por delante de Grand Central Terminal, Central Park, y Times Square.                                           |
| Alcatraz                       | Un curso en la famosa isla de la prisión de Alcatraz.                                                                                                  |
| Los Ángeles                    | El curso empieza en el distrito de Beverly Hills, continuando a través de la autopista de Los Ángeles.                                                 |
| Seattle                        | Empezando del área céntrica, cerca la Aguja Espacial, y pasando por varias carreteras.                                                                 |
| Half Pipe                      | Un Curso con una pista como un tubo. Es la única pista sin atajos.                                                                                     |
| Crash                          | Un pista sobre el terreno, con secciones difíciles de manera destacada. También la segunda pista sin atajos.                                           |
| Stunt                          | Es un área con varias rampas y dos niveles para dar giros.                                                                                             |
| Midway                         | Una pista desbloqueable, en las oficinas de Midway Games. Los coches son de tamaño pequeño para correr en esta pista.                                  |
| Pipe                           | Una pista desbloqueable con una pista con estilo de alcantarilla.                                                                                      |

## Coches
| Lista de coches       | Lista de coches                                                         |
| Nombre                | Inspiración                                                             |
| --------------------- | ----------------------------------------------------------------------- |
| Pickup (*)            | Chevrolet S-10                                                          |
| Compact (*)           | Acura Integra                                                           |
| Muscle Car (*)        | 1967 Chevrolet Corvette                                                 |
| Mobster               | Hudson (early "Step-Down" body)                                         |
| Sedan (*)             | BMW Serie 5                                                             |
| Bandit (*)            | Chevrolet Camaro                                                        |
| Coupe (*)             | Toyota Supra                                                            |
| Exotic (*)            | Bugatti EB110                                                           |
| Van (*)               | Volkswagen Transporter                                                  |
| Sportster (*)         | Dodge Viper RT/10 con hardtop (Primera generación)                      |
| Subcompact (*)        | Volkswagen Beetle                                                       |
| Concept (*)           | Vector M12                                                              |
| Hatchback             | Honda Civic Hatchback                                                   |
| Cruiser               | Temprano '60s Cadillac cuerpo, con una reja sencilla                    |
| Stallion              | Ford Mustang ('94-'98)                                                  |
| 4x4                   | Chevrolet Blazer                                                        |
| Coches desbloqueables |                                                                         |
| Taxi (*)              | Checker Taxi (tipo 1960s)                                               |
| Hot Rod               | '32 Ford, Chopped y fenderless, pero con estilo contemporáneo.          |
| Fórmula               | Coche Indy encerrado                                                    |
| Prototype             | Ford GT90                                                               |
| Mtn Dew               | Amarillo y verde Dragster, con logotipos de patrocinio de Mountain Dew. |
| Cohete                | Espíritu de América                                                     |

## Recepción
| Recepción |              |
| --- | ------------ |
| Puntuaciones de reseñas Evaluador Calificación GameRankings 78% [ 2 ] Puntuaciones de críticas Publicación Calificación Game Informer 8.75/10 [ 3 ] GamePro [ 4 ] Game Revolution C− [ 5 ] GameSpot 5.1/10 [ 6 ] Hyper Magazine 85% [ 7 ] IGN 8.9/10 [ 8 ] N64 Magazine 75% [ 9 ] Nintendo Power 7.3/10 [ 10 ] |              |
| Puntuaciones de reseñas |              |
| Evaluador | Calificación |
| GameRankings | 78%          |
| Puntuaciones de críticas |              |
| Publicación | Calificación |
| Game Informer | 8.75/10      |
| GamePro | [ 4 ]        |
| Game Revolution | C−           |
| GameSpot | 5.1/10       |
| Hyper Magazine | 85%          |
| IGN | 8.9/10       |
| N64 Magazine | 75%          |
| Nintendo Power | 7.3/10       |

El juego recibió críticas favorables según el sitio web de agregación de reseñas GameRankings.  IGN  calificó el juego como "un poco cursi" a pesar de las críticas con la presentación y afirmó que tenía "menús genéricos y la misma interfaz general" que San Francisco Rush: Extreme Racing. Next Generation lo llamó "un digno sucesor del original".